# Roman Weidenfeller
Roman Weidenfeller (phát âm tiếng Đức: [ʁɔˈmaːn vaɪˈdɛn. fɛlˈlɐ];sinh ngày 6 tháng 8 năm 1980), là một cựu cầu thủ bóng đá người Đức hiện đã giải nghệ  chơi ở vị trí thủ môn.

## Sự nghiệp

### Bắt đầu chơi bóng
Weidenfeller bắt đầu đá chuyên nghiệp 1997, sau khi giành danh hiệu thủ môn xuất sắc nhất của giải 1997 FIFA U-17 World Championship.

### Kaiserslautern
Năm 1998, Weidenfeller chuyển tới 1. FC Kaiserslautern nhưng không thành công tại đây.

### Borussia Dortmund
Năm 2002, Weidenfeller chuyển tới Borussia Dortmund thay cho Jens Lehmann, người sẽ chuyển đến Arsenal vào năm 2003. 
Sau đó anh đã trở thành trụ cột của Die Schwarzgelben nhờ phong độ ổn định cùng với khả năng bắt penalty cực tốt.

## Danh hiệu

### Câu lạc bộ
Borussia Dortmund
- Bundesliga (2): 2010–11, 2011–12
- DFB-Pokal (1): 2011–12

## Thống kê
Tính đến 21 tháng 5 năm 2016
| Câu lạc bộ          | Câu lạc bộ           | Câu lạc bộ          | Giải đấu | Giải đấu | Cúp quốc gia | Cúp quốc gia | Châu lục | Châu lục | Tổng cộng | Tổng cộng |
| Mùa giải            | Câu lạc bộ           | Giải đấu            | Trận     | Bàn      | Trận         | Bàn          | Trận     | Bàn      | Trận      | Bàn       |
| Đức                 | Đức                  | Đức                 | Giải đấu | Giải đấu | DFB-Pokal    | DFB-Pokal    | Châu Âu  | Châu Âu  | Tổng cộng | Tổng cộng |
| ------------------- | -------------------- | ------------------- | -------- | -------- | ------------ | ------------ | -------- | -------- | --------- | --------- |
| 2000–01             | 1. FC Kaiserslautern | Bundesliga          | 3        | 0        | 0            | 0            | 1        | 0        | 4         | 0         |
| 2001–02             | 1. FC Kaiserslautern | Bundesliga          | 3        | 0        | 0            | 0            | 0        | 0        | 3         | 0         |
| 2002–03             | Borussia Dortmund    | Bundesliga          | 11       | 0        | 3            | 0            | 0        | 0        | 14        | 0         |
| 2003–04             | Borussia Dortmund    | Bundesliga          | 17       | 0        | 4            | 0            | 6        | 0        | 27        | 0         |
| 2004–05             | Borussia Dortmund    | Bundesliga          | 26       | 0        | 1            | 0            | 0        | 0        | 27        | 0         |
| 2005–06             | Borussia Dortmund    | Bundesliga          | 24       | 0        | 1            | 0            | 2        | 0        | 27        | 0         |
| 2006–07             | Borussia Dortmund    | Bundesliga          | 34       | 0        | 2            | 0            | 0        | 0        | 36        | 0         |
| 2007–08             | Borussia Dortmund    | Bundesliga          | 14       | 0        | 0            | 0            | 0        | 0        | 14        | 0         |
| 2008–09             | Borussia Dortmund    | Bundesliga          | 32       | 0        | 3            | 0            | 2        | 0        | 37        | 0         |
| 2009–10             | Borussia Dortmund    | Bundesliga          | 30       | 0        | 3            | 0            | 0        | 0        | 33        | 0         |
| 2010–11             | Borussia Dortmund    | Bundesliga          | 33       | 0        | 2            | 0            | 8        | 0        | 43        | 0         |
| 2011–12             | Borussia Dortmund    | Bundesliga          | 32       | 0        | 4            | 0            | 6        | 0        | 42        | 0         |
| 2012–13             | Borussia Dortmund    | Bundesliga          | 31       | 0        | 5            | 0            | 13       | 0        | 49        | 0         |
| 2013–14             | Borussia Dortmund    | Bundesliga          | 30       | 0        | 4            | 0            | 9        | 0        | 43        | 0         |
| 2014–15             | Borussia Dortmund    | Bundesliga          | 25       | 0        | 0            | 0            | 7        | 0        | 32        | 0         |
| 2015–16             | Borussia Dortmund    | Bundesliga          | 1        | 0        | 0            | 0            | 13       | 0        | 14        | 0         |
| Tổng cộng           | Borussia Dortmund    | Bundesliga          | 340      | 0        | 27           | 0            | 66       | 0        | 439       | 0         |
| Tổng cộng sự nghiệp | Tổng cộng sự nghiệp  | Tổng cộng sự nghiệp | 359      | 0        | 28           | 0            | 67       | 0        | 460       | 0         |

## Đội tuyển quốc gia
Tính đến 13 tháng 6 năm 2015
| Đức       | Đức  | Đức |
| Năm       | Trận | Bàn |
| --------- | ---- | --- |
| 2013      | 1    | 0   |
| 2014      | 3    | 0   |
| 2015      | 1    | 0   |
| Tổng cộng | 5    | 0   |

## Liên kết
- Roman Weidenfeller official website
- Roman Weidenfeller tại Soccerbase
- Fussballdaten.de (tiếng Đức)
- Roman Weidenfeller trên Yahoo! Sports
- ESPN Lưu trữ ngày 23 tháng 8 năm 2007 tại Wayback Machine